# Bistum Bogor

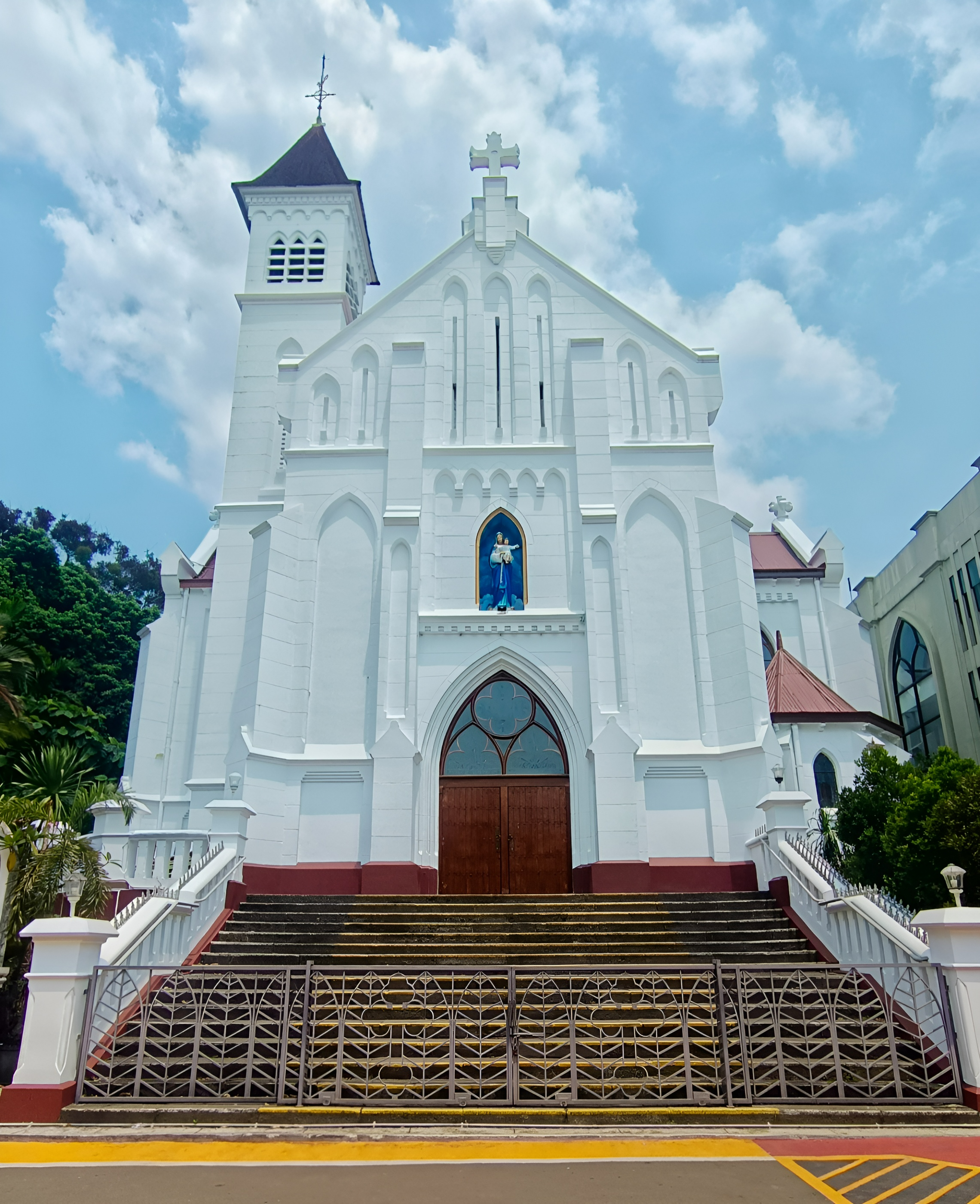
Katedral Santa Perawan Maria

Das Bistum Bogor (lateinisch Dioecesis Bogorensis, indonesisch Keuskupan Bogor) ist eine in Indonesien gelegene römisch-katholische Diözese mit Sitz in Bogor.

## Geschichte
Die Apostolische Präfektur Bogor wurde am 9. Dezember 1948 durch Papst Pius XII. aus Gebietsabtretungen des Apostolischen Vikariates Batavia errichtet. Die Apostolische Präfektur Bogor wurde am 3. Januar 1961 durch Papst Johannes XXIII. mit der Apostolischen Konstitution Quod Christus zum Bistum erhoben und dem Erzbistum Jakarta als Suffraganbistum unterstellt.

## Ordinarien

### Apostolischer Präfekt von Bogor
- Paternus Nicholas Joannes Cornelius Geise OFM, 1948–1961

### Bischöfe von Bogor
- Paternus Nicholas Joannes Cornelius Geise OFM, 1961–1975
- Ignatius Harsono, 1975–1993
- Cosmas Michael Angkur OFM, 1994–2013
- Paskalis Bruno Syukur OFM, seit 2013

## Statistik
| Jahr | Bevölkerung | Bevölkerung | Bevölkerung | Priester     | Priester         | Priester       | Priester               | Ständige Diakone | Ordensleute  | Ordensleute      | Pfarreien |
| Jahr | Katholiken  | Einwohner   | %           | Gesamtanzahl | Diözesanpriester | Ordenspriester | Katholiken je Priester | Ständige Diakone | Ordensbrüder | Ordensschwestern | Pfarreien |
| ---- | ----------- | ----------- | ----------- | ------------ | ---------------- | -------------- | ---------------------- | ---------------- | ------------ | ---------------- | --------- |
| 1950 | 722         | 2.750.000   | 0,0         | 15           | 2                | 13             | 48                     |                  | 2            | 2                | 5         |
| 1969 | 7.332       | 5.990.000   | 0,1         | 24           | 2                | 22             | 305                    |                  | 53           | 128              | 10        |
| 1980 | 18.332      | 7.422.000   | 0,2         | 24           | 9                | 15             | 763                    |                  | 21           | 95               |           |
| 1990 | 34.849      | 9.500.000   | 0,4         | 33           | 17               | 16             | 1.056                  |                  | 26           | 110              | 12        |
| 1999 | 54.056      | 12.144.005  | 0,4         | 45           | 34               | 11             | 1.201                  |                  | 26           | 114              | 15        |
| 2000 | 53.432      | 11.190.495  | 0,5         | 51           | 37               | 14             | 1.047                  |                  | 21           | 92               | 16        |
| 2001 | 57.632      | 11.471.935  | 0,5         | 48           | 36               | 12             | 1.200                  |                  | 27           | 107              | 17        |
| 2002 | 61.414      | 11.875.500  | 0,5         | 52           | 40               | 12             | 1.181                  |                  | 26           | 134              | 18        |
| 2003 | 63.698      | 12.114.065  | 0,5         | 56           | 38               | 18             | 1.137                  | 2                | 27           | 140              | 18        |
| 2004 | 66.115      | 13.080.511  | 0,5         | 56           | 42               | 14             | 1.180                  |                  | 28           | 143              | 18        |
| 2012 | 83.406      | 16.283.000  | 0,5         | 70           | 51               | 19             | 1.191                  |                  | 44           | 161              | 21        |